# VIII. Fliegerkorps
Le VIII. Fliegerkorps (8e Corps aérien) a été l'un des principaux Corps de la Luftwaffe allemande durant la Seconde Guerre mondiale.

## Création et différentes dénominations
Il est formé le 19 juillet 1939 à Opole, en actuelle Pologne, sous le nom de Fliegerführer z.b.V. L'abréviation z.b.V. provient de l'allemand et constituait les initiales de zur besonderen Verwendung (pour déploiement spécial). Le Fliegerführer z.b.V fut renommé VIII. Fliegerkorps le 10 novembre 1939. Ce corps de la Luftwaffe a été également connu sous le nom de Luftwaffenkommando Schlesien entre le 25 janvier 1945 et le 2 février 1945 et est finalement rattaché au Luftgau-Kommando VIII le 28 avril 1945 et définitivement renommé Luftwaffenkommando VIII.
| Nom                          | Début            | Fin              |
| ---------------------------- | ---------------- | ---------------- |
| Fliegerführer z.b.V.         | 19 juillet 1939  | 10 novembre 1939 |
| VIII. Fliegerkorps           | 10 novembre 1939 | 25 janvier 1945  |
| Luftwaffenkommando Schlesien | 25 janvier 1945  | 2 février 1945   |
| Luftwaffenkommando VIII      | 28 avril 1945    | 8 mai 1945       |

## Commandement

Drapeau du chef du Fliegerkorps

| Début            | Fin           | Grade                | Nom                             |
| ---------------- | ------------- | -------------------- | ------------------------------- |
| 19 juillet 1939  | 30 juin 1942  | Generalfeldmarschall | Wolfram Freiherr von Richthofen |
| 1er juillet 1942 | 21 mai 1943   | General der Flieger  | Martin Fiebig                   |
| 21 mai 1943      | 28 avril 1945 | General der Flieger  | Hans Seidemann                  |

## Chef d'état-major
| Début            | Fin             | Grade  | Nom                       |
| ---------------- | --------------- | ------ | ------------------------- |
| ?                | ?               | ?      | ?                         |
| 19 décembre 1939 | 5 août 1940     | Oberst | Hans Seidemann            |
| 16 octobre 1940  | 14 mars 1942    | Oberst | Rudolf Meister (en)       |
| 15 mars 1942     | 24 octobre 1942 | Oberst | Klaus Uebe                |
| Octobre 1942     | Juin 1943       | Oberst | Lothar von Heinemann (de) |
| ?                | Novembre 1944   | Oberst | Torsten Christ (en)       |
| ?                | Avril 1945      | Oberst | Sorge                     |

## Quartier général
Le quartier général s'est déplacé suivant l'avancement du front.
| Début             | Fin               | Ville                            |
| ----------------- | ----------------- | -------------------------------- |
| Juillet 1939      | Octobre 1939      | Opole                            |
| Octobre 1939      | Mai 1940          | Château de Dyck/Grevenbroich     |
| Juillet 1940      | Janvier 1941      | Deauville                        |
| Janvier 1941      | Février 1941      | Baden près de Vienne             |
| Février 1941      | 16 avril 1941     | Gorna Djoumaya                   |
| 16 avril 1941     | 23 avril 1941     | Bitola                           |
| 23 avril 1941     | 30 avril 1941     | Volos                            |
| 30 avril 1941     | Mai 1941          | Néo Faliro (Athènes)             |
| Mai 1941          | 7 juin 1941       | Craiova                          |
| 7 juin 1941       | Juillet 1941      | Ratzki (en) près de Suwalki      |
| Juillet 1941      | 1er août 1941     | Tchoudovo                        |
| 1er août 1941     | 28 septembre 1941 | Nikolskoïe                       |
| 28 septembre 1941 | 15 octobre 1941   | Smolensk                         |
| 15 octobre 1941   | Novembre 1941     | Iemelianovo (en)                 |
| Novembre 1941     | Décembre 1941     | Aktzanova près de Mojaïsk        |
| Décembre 1941     | 10 avril 1942     | Smolensk                         |
| 10 avril 1942     | 1er mai 1942      | Allemagne                        |
| 1er mai 1942      | Mai 1942          | Kischlaw                         |
| Mai 1942          | Juin 1942         | Chan-Saraj, Bakhtchyssaraï       |
| 23 juin 1942      | 9 juillet 1942    | Koursk                           |
| 9 juillet 1942    | Juillet 1942      | Nikolskoïe                       |
| Juillet 1942      |                   | Tatsinskaya                      |
| Juillet 1942      | Novembre 1942     | Oblivskaïa                       |
| Novembre 1942     | Décembre 1942     | Tatsinskaya                      |
| Décembre 1942     | 29 janvier 1943   | Krimskij am Donez                |
| 29 janvier 1943   | 31 mars 1943      | Itschi-Grammatikovo              |
| 31 mars 1943      | Septembre 1943    | Mikojanovka                      |
| Septembre 1943    | Janvier 1944      | Belaya Tserkov                   |
| Janvier 1944      | 12 mars 1944      | Vinnytsia                        |
| 12 mars 1944      | 25 mars 1944      | Kamenetz-Podolsk                 |
| 25 mars 1944      | 1er avril 1944    | Stanislau                        |
| 1er avril 1944    | 13 mai 1944       | Lemberg                          |
| 13 mai 1944       | 24 juillet 1944   | Lublin                           |
| 24 juillet 1944   | 26 juillet 1944   | Dubów                            |
| 29 juillet 1944   | Août 1944         | Tarnow                           |
| Août 1944         | 5 septembre 1944  | Witkowice                        |
| 7 septembre 1944  | Janvier 1945      | Cracovie                         |
| Janvier 1945      | 13 février 1945   | Schweidnitz                      |
| 13 février 1945   | 17 février 1945   | Hermannstädtel près de Pardubice |
| 17 février 1945   | Avril 1945        | Senftenberg                      |

## Rattachement
| Août 1939 - Octobre 1939             |  | Luftflotte 4                          |
| Octobre 1939 - 13 mai 1940           |  | Luftflotte 2                          |
| 13 mai 1940 - Fin août 1940          |  | Luftflotte 3                          |
| Fin août 1940 - Janvier 1941         |  | Luftflotte 2                          |
| Janvier 1941 - Juin 1941             |  | Luftflotte 4                          |
| Juin 1941 - Fin juillet 1941         |  | Luftflotte 2                          |
| Fin juillet 1941 - 28 septembre 1941 |  | Luftflotte 1                          |
| 28 septembre 1941 - Décembre 1941    |  | Luftflotte 2                          |
| Décembre 1941 - Mai 1942             |  | Oberbefehlshaber der Luftwaffe (ObdL) |
| Mai 1942 - Juillet 1944              |  | Luftflotte 4                          |
| Juillet 1944 - Avril 1945            |  | Luftflotte 6                          |

## Unités subordonnées
- Mai 1940 (France) :
  - Kampfgeschwader 77
  - Stuka-Geschwader 77
  - Stuka-Geschwader 2
  - Jagdgeschwader 27 avec I. / Jagdgeschwader 21 et I. / Jagdgeschwader 51
  - II. / Lehrgeschwader 2
  - Jagdgeschwader 26
  - 2. (F) / 123
  - Transportstaffel VIII. Fliegerkorps
  - Luftnachrichten-Abteilung z.b.V.
  - Verbindungs-Funk-Abteilung
  - Versuchs-Abteilung Friedrichshafen
  - Flak-Abteilung Aldinger
  - Luftgau-Stab z.b.V. 16
  - II. Flakkorps
- Août 1940 (Angleterre) :
  - Sturzkampfgeschwader 1
  - Sturzkampfgeschwader 2
  - Sturzkampfgeschwader 77
  - II. (Schlacht-) / Lehrgeschwader 2
- Avril 1941 (Balkans) :
  - Stuka-Geschwader 2
  - Stuka-Geschwader 1
  - II. / Lehrgeschwader 2
  - 7. / Lehrgeschwader 2
  - Kampfgeschwader 2
  - I. / Lehrgeschwader 1
  - II. / Kampfgeschwader 26
  - Jagdgeschwader 27
  - Jagdgeschwader 77
  - Zerstörergeschwader 26
  - Zerstörergeschwader 76
  - Transportgruppe 105
  - Transportstaffel VIII. Fliegerkorps
  - 2. (F) 11
  - Seenotdienststaffel
  - Luftnachrichten-Regiment 38
  - Telegrafen-Bau-Abteilung I/10
  - Telegrafen-Bau-Abteilung I/12
- Juin 1941 (Russie) :
  - 2.(F)/Aufklärungsgruppe 11
  - Kampfgeschwader 2
  - Sturzkampfgeschwader 1
  - Sturzkampfgeschwader 2
  - Zerstörergeschwader 26
  - Jagdgeschwader 27
- Février 1942 :
  - I. / Schlachtgeschwader 1
  - II. / Zerstörergeschwader 26
  - I. / Nachtjagdgeschwader 4
  - Jagdgeschwader 51
  - II. / Stuka-Geschwader 1
  - Stuka-Geschwader 2
  - II. / Kampfgeschwader 30
  - II. / Kampfgeschwader 54
  - II. / Kampfgeschwader 76
  - I. / Kampfgeschwader 77
  - 2. / (F) 11
  - 2. / (H) 12
  - 2. / (H) 13
  - 3. / (H) 21
  - Luftnachrichten-Regiment 38
  - Luftnachrichten-Regiment 22
  - I. Flakkorps (de)
  - II. Flakkorps
  - 12. Flak-Division
  - Luftgau-Kommando Moskau
  - Luftgau-Kommando II
  - Arbeitsstab Meister
- Juillet 1942 (Crimée) :
  - Kampfgeschwader 51
  - Kampfgeschwader 76
  - Kampfgeschwader 100
  - Lehrgeschwader 1
  - Sturzkampfgeschwader 77
  - Jagdgeschwader 77
  - Fliegerführer Süd
- Novembre 1942 (Stalingrad) :
  - Kampfgeschwader 27
  - Sturzkampfgeschwader 2
  - Zerstörergeschwader 1
  - Jagdgeschwader 3
- Juillet 1944 (Zitadelle) :
  - 2. (F)/Aufklärungsgruppe 11
  - Nahaufklärungsgruppe 6
  - Kampfgeschwader 55
  - Sturzkampfgeschwader 2
  - Sturzkampfgeschwader 77
  - Schlachtgeschwader 1
  - Jagdgeschwader 3
  - Jagdgeschwader 52
  - 2 Gruppen der königlich ungarischen Luftwaffe